# József Kovács
József Kovács (Balatonlelle, 3 de abril de 1949) é um ex-futebolista profissional húngaro que atuava como meia.

## Carreira
József Kovács fez parte do elenco da Seleção Húngara de Futebol, da Euro 1972.
Ele foi medalhista de prata em Munique 1972